# Nes (Akershus)
Nes is een gemeente in de Noorse provincie Akershus. De gemeente telde 21.241 inwoners in januari 2017.

## Plaatsen in de gemeente
- Årnes
- Aulifeltet
- Brårud
- Fjellfoten
- Haga
- Kampå
- Skogrand
- Tomteråsen
- Opakermoen
- Vormsund